# Ametralladora Darne
La Darne fue una ametralladora media de fabricación francesa empleada en la Segunda Guerra Mundial.

## Desarrollo
La empresa armera francesa Établissement Darne, que se hizo famosa por sus innovadoras escopetas, entró en el mercado de armamento militar en 1915, cuando fue contratada por el gobierno francés para producir ametralladoras Lewis. En 1916, la misma empresa anunció el desarrollo de una ametralladora de diseño propio. Esta arma alimentada mediante cinta fue especialmente diseñada para emplear técnicas de fabricación rápida, sin ningún refinamiento innecesario típico de la mayoría de armas de la época. El acabado externo y la apariencia de la ametralladora Darne eran toscos, pero su funcionamiento era bueno y su precio era mucho más bajo que el de cualquier arma contemporánea con las mismas características.
El Ejército francés probó las ametralladoras Darne durante 1917-1918, pero la Primera Guerra Mundial terminó antes que los contratos de producción fueran firmados. A pesar de este hecho, durante las décadas de 1920 y 1930 la Darne logró refinar una variante aérea de su ametralladora, a tal punto que fue adoptada como arma de observador por la Fuerza Aérea francesa y otras. Sin embargo, existieron más variantes de la ametralladora Darne, aunque la mayoría fueron menos exitosas. Por ejemplo, en las décadas de 1920 y 1930, la Darne ofertó una serie de ametralladoras ligeras para infantería o para montar en vehículos. Todas estas ametralladoras fueron fabricadas siguiendo el concepto del acabado menos costoso y al contrario de las variantes aéreas, no tuvieron clientes durante el período de entreguerras.
Finalmente fue reemplazada por la MAC 1934 en la Fuerza Aérea, aunque la Armada francesa continuó usándola hasta la Segunda Guerra Mundial. Se exportaron pequeñas cantidades a Brasil, España, Serbia, Italia y Lituania, además de ser empleada para defensa costera por las tropas alemanas de ocupación. Las primeras ametralladoras fueron fabricadas en Francia por Darne, pero parece que posteriormente la línea de producción fue mudada a España, donde se podía fabricar a menor costo.  

## Descripción
La Darne es una ametralladora accionada por los gases del disparo, que dispara a cerrojo abierto. La recámara es cerrada cuando la parte posterior del cerrojo pivota en el entalle del techo del cajón de mecanismos (como en el Fusil automático Browning). Esta ametralladora tiene un inusual sistema de alimentación situado entre el pistón de gas y el cañón, que es de dos etapas (el cartucho es retirado de la cinta hacia atrás, luego empujado hacia adelante dentro de la recámara). Usualmente se le podía acoplar una caja portacintas debajo del cajón de mecanismos para mejorar su transporte. Las primeras versiones de la Darne empleaban el cartucho 8 mm Lebel, pero el arma fue rápidamente actualizada para el nuevo cartucho militar francés 7,5 x 54 MAS. Algunas ametralladoras de exportación fueron fabricadas para emplear el cartucho 7,92 x 57 Mauser, así como diversos cartuchos. 

## Variantes

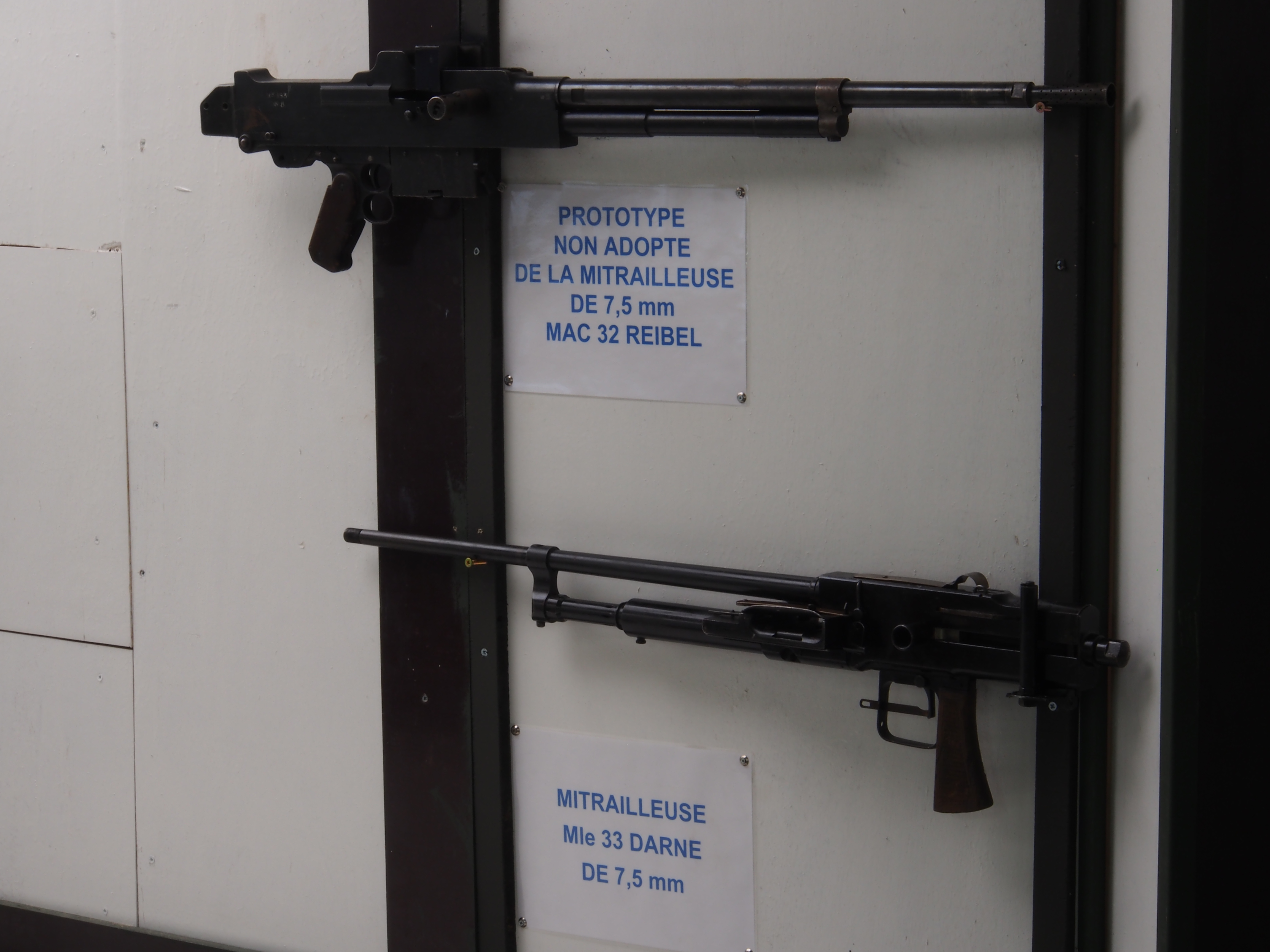
Un prototipo de la MAC M1932 (arriba) y una Darne (abajo).

### Terrestre
Las versiones de infantería de la Darne usualmente iban equipadas con un pistolete y un gatillo bajo el cajón de mecanismos, así como una culata de madera. Otras variantes tenían un pistolete esquelético de metal y una culata metálica que se plegaba sobre el cajón de mecanismos. La Darne llevaba un bípode plegable o era montada sobre un ligero trípode compacto en el papel de arma de apoyo. 

### Aérea
La variante aérea equipó a los aviones franceses hasta que fue reemplazada por la MAC 1934 en 1935, excepto en los aviones navales. Frecuentemente criticada por su falta de fiabilidad como arma aérea, al igual que otros calibres de fusil, el cartucho de 7,5 mm demostró ser demasiado ligero para el combate aéreo en la Segunda Guerra Mundial.

## Usuarios
- Francia
- Alemania nazi - capturadas
- Brasil
- España
- Italia
- Lituania
- Serbia